# Herbert Hockemeyer
Robert Wilhelm Herbert Hockemeyer (* 9. März 1909 in Bad Rehburg; † 19. April 1983 in München) war ein deutscher Arzt und Sanitätsoffizier. Er war zuletzt Generaloberstabsarzt des Heeres der Bundeswehr und Inspekteur des Sanitäts- und Gesundheitswesens.

## Leben
Hockemeyer war der Sohn des Landwirtes Wilhelm und der Elisabeth Hockemeyer, geb. Schlifter. 1915 wurde er eingeschult, von 1917 bis 1921 an einer Privatschule unterrichtet und wechselte danach auf das Bremer Realgymnasium. Nach dem Abitur studierte er ab 1929 an der Philipps-Universität Marburg Medizin. Er wurde Mitglied der Burschenschaft Alemannia Marburg. Er wechselte an die Universität Graz, die Ludwig-Maximilians-Universität München, die Universität Leipzig und die Julius-Maximilians-Universität Würzburg. 

### 1933–1939
Seit April 1933 in der Reichswehr, absolvierte er bis Oktober die Grundausbildung beim 11. (Sächsischen) Infanterie-Regiment in Leipzig. Danach wurde er zur Beendigung seines Studiums bis November 1934 in die Sanitätsstaffel Würzburg kommandiert, wo er im Februar 1934 zum Unteroffizier und im September zum Fähnrich befördert wurde. Sein Medizinalpraktikantenjahr absolvierte er als Unterarzt von November 1934 bis November 1935 an der wiedereröffneten Militärärztlichen Akademie in Berlin. Nach der Approbation wurde er als Assistenzarzt auf die Stelle als Truppenarzt in der Sanitätsstaffel Brandenburg der Sanitätsabteilung 23 versetzt. Er war seit September 1936 Oberarzt und wurde im selben Jahr in Würzburg zum Dr. med. promoviert.
Von November 1936 bis Januar 1937 war er Lehrgangsleiter für Sanitätspersonal im Standortlazarett Potsdam. Es folgte eine Kommandierung an die Charité bis Mai 1937 zur wissenschaftlichen Weiterbildung an der dortigen Hautklinik, im Anschluss die Verwendung als Standortarzt in der Sanitätsstaffel Züllichau der Sanitätsabteilung 3, von Mai bis Juni 1938 als Adjutant der Sanitätskompanie 3 in Berlin-Tegel und von Juni bis Juli 1938 der Besuch der Kriegsschule Hannover. Als frisch beförderter Stabsarzt trat er am 1. September die Stelle als Adjutant des Korpsarztes beim XVI. Armeekorps an. Von November 1938 bis August 1939 war er Jahrgangs-Stabsarzt an der Militärärztlichen Akademie und besuchte während dieser Zeit im Juli 1939 den Kompanieführer-Lehrgang in der Sanitätslehrabteilung an der Heeresschule Döberitz. Von Juli bis August 1939 führte er als Kompaniechef die Sanitätskompanie 1 der Ersatzsanitätsabteilung 39 Neuruppin und im Anschluss die Sanitätskompanie 1/83.

### Zweiter Weltkrieg
Im März 1942 wurde er zum Oberstabsarzt befördert und wurde im September des gleichen Jahres Divisionsarzt der 15. Panzer-Division. Vom 20. Januar bis 30. April 1943 gehörte er der Führerreserve des Oberkommandos des Heeres (Lazarett) an, bevor er am 1. Mai Divisionsarzt der 16. Panzer-Division wurde und am 9. September 1943 in die britische Kriegsgefangenschaft geriet. Die Kriegsgefangenschaft verbrachte er in Salerno und Ägypten, wo er als Lagerführer, Chef eines Lagerhospitals und Lagerarzt eingesetzt wurde.

### Nachkriegsjahre
Am 26. Februar 1948 wurde er aus der Kriegsgefangenschaft entlassen und war von August 1948 bis Dezember 1951 Volontärassistent und dann Assistenzarzt am Krankenhaus in Blumenthal (Bremen) der Städtischen Krankenanstalten Bremen. Nach seiner Anstellung als Assistenzarzt in der Städtischen Frauenklinik in Bremerhaven von Januar bis Juni 1952 wurde er am 14. Juli Facharzt für Frauenkrankheiten und Geburtshilfe und war erneut als Assistenzarzt am Krankenhaus Bremen-Blumenthal tätig. Zugleich war er von August 1954 bis August 1955 praktischer Arzt in Goslar. Er vertrat bis November 1955 Ärzte in Bremen und Wildeshausen und unterhielt ab Dezember eine eigene Praxis in Bremen.

### Verwendungen bei der Bundeswehr
Am 2. Juli 1956 wurde er als Oberfeldarzt in die neu aufgestellte Bundeswehr übernommen. Er war von September 1956 bis Oktober 1957 Divisionsarzt und Leitender Sanitätsoffizier (LSO) im Stab der 5. Panzerdivision. Seit Dezember 1956 Berufssoldat, wurde er von Mai bis Oktober 1957 mit der Wahrnehmung der Geschäfte des Korpsarztes im Stab des II. Korps und von November bis 31. Dezember 1957 mit der Wahrnehmung der Geschäfte des Lehrgruppen-Kommandeurs an der Sanitätstruppenschule des Heeres in München beauftragt, bevor er dort im Januar Schulkommandeur wurde. Am 14. August 1958 wurde er zum Oberstarzt befördert und war nach der Umgliederung der Sanitätstruppenschule in Sanitätsschule der Bundeswehr deren erster Kommandeur. Am 30. November 1961 wurde Hockemeyer zum Generalarzt befördert. Von April 1962 bis Januar 1965 war er Inspizient der Sanitätstruppe im Truppenamt, dem heutigen Heeresamt. Ab Februar war er letzter Amtschef des Wehrmedizinalamts und zugleich bis März 1967 erster Amtschef des daraus hervorgegangenen Sanitätsamts der Bundeswehr. Am 31. Januar 1967 wurde er zum Generalstabsarzt befördert. In seiner letzten militärischen Verwendung war er von April 1967 bis März 1969 als Inspekteur des Sanitäts- und Gesundheitswesens der höchste Sanitätsoffizier der Bundeswehr.
Hockemeyer war mit Maria Hockemeyer geb. Priessner verheiratet und hatte mit ihr zwei Kinder.

## Auszeichnungen
- Dienstauszeichnung IV. Klasse am 16. April 1937
- Eisernes Kreuz (1939) II. Klasse am 2. Juni 1940
- Eisernes Kreuz (1939) I. Klasse am 17. Mai 1941
- Tapferkeitsmedaille (Italien) in Silber am 18. Februar 1942
- Ärmelband Afrika am 2. Oktober 1943
- Ehrenzeichen des Deutschen Roten Kreuzes am 8. Mai 1961
- Verdienstorden der Bundesrepublik Deutschland, Großes Verdienstkreuz mit Stern 1969